# Orthof am Graben

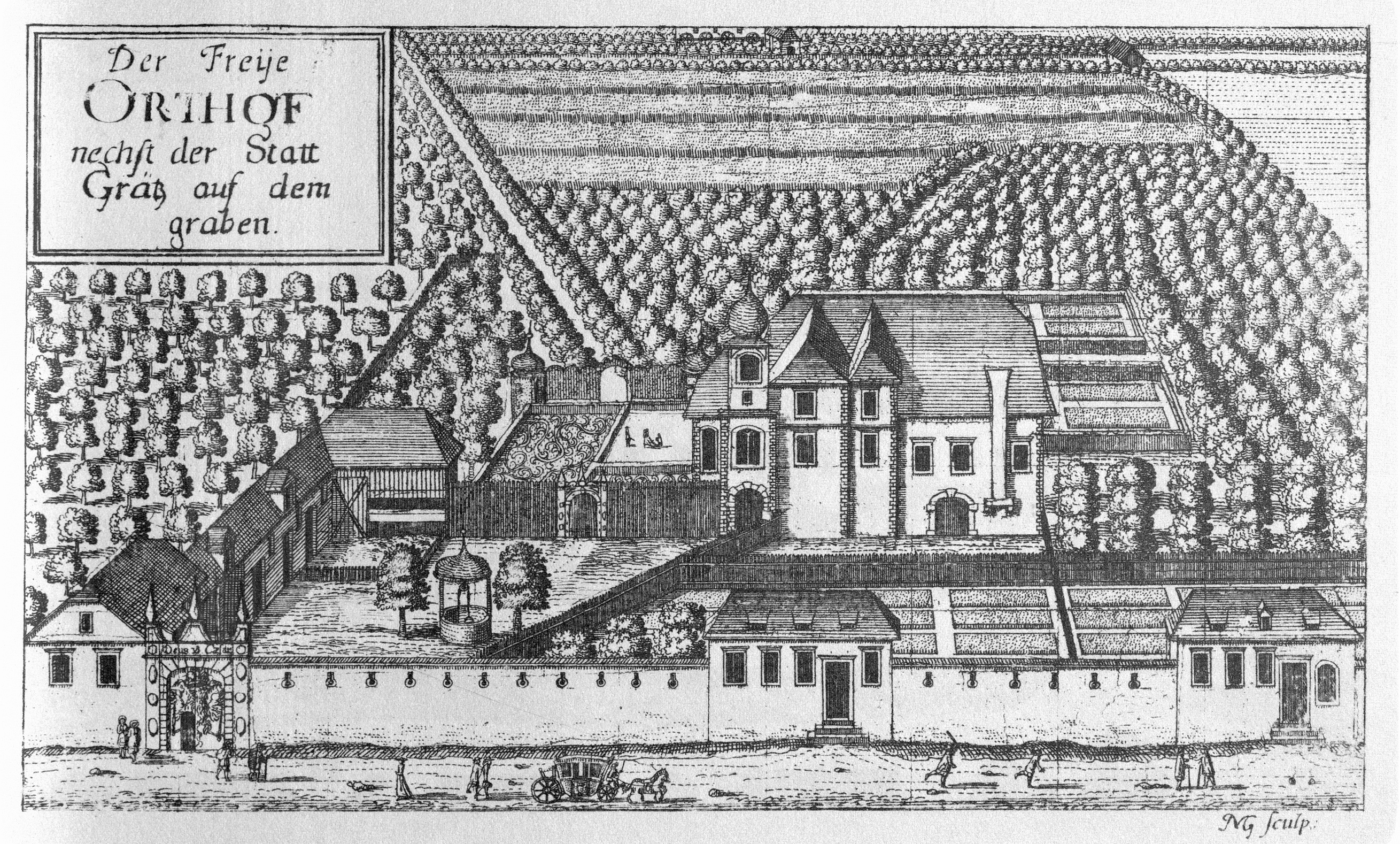
Orthof in der Topographia Ducatus Stiria von Vischer

Der Orthof am Graben, auch Rindschadhof genannt, ist ein ehemaliger Grazer Edelhof. Seine Geschichte geht bis auf die erste Hälfte des 15. Jahrhunderts zurück. Er wurde im 19. Jahrhundert zu einer Villa umgebaut und gehört heute der Caritas Österreich.

## Lage
Der Gebäude befindet sich im dritten Grazer Stadtbezirk Geidorf, in der Grabenstraße 39.

## Geschichte
Der Orthof war wahrscheinlich ursprünglich ein einfacher Bauernhof oder ein dienstbares Grundstück im Besitz derer von Graben. Vermutlich gelangte das Gut durch Erbteilung oder durch Heirat an die Perner. Die Perner hatten den Hof wahrscheinlich bereits in der ersten Hälfte des 15. Jahrhunderts als Lehen inne. Zwischen 1449 und 1452 kaufte Bernhard Rindschad aus der Familie derer von Rindscheid (Adelsgeschlecht) den Hof von den Pernern ab und legte sich den Zunamen „von Graben“ zu. Einer Gültschätzung aus dem Jahr 1542 nach schien der Hof zu jener Zeit herabgekommen zu sein. Am 30. November 1561 schenkte Margareta Rindschad den Besitz ihrem Gatten Maximilian Ruepp. Dieser ließ einen Hof am Graben zu einer Wohnung ausbauen, dabei dürfte es sich allerdings nicht um den Orthof gehandelt haben.
Ab dem Jahr 1554 war der Hof wieder ein Besitz der Familie Rindschad, welche ihn auch zeitweise bewohnten. Susanne Alberin heiratete nach dem Tod ihres ersten Mannes Hans Christof Rindschad einen Mann aus dem Haus Liechtenstein und brachte das Gut in die Ehe mit ein. Ihr Sohn Andree verkaufte das Anwesen am 14. Juni 1603 an Ferdinand Freiherr von Maschwander. Etwa zu jener Zeit bürgerte sich der Name „Rindschadhof“ für den Besitz ein. Ferdinands Witwe Maximiliana heiratete kurz nach seinem Tod Johann Maximilian Freiherr von Herberstein. In den Jahren 1636 und 1637 folgte ein häufiger Besitzwechsel zwischen Maximiliana, ihren Kindern aus erster Ehe und ihrem zweiten Mann. Etwa zu jener Zeit scheint der Besitz geteilt worden zu sein. So wurden am 12. Juni 1640 die Rindschadsche Gült, also alle Grundstücke, an den Zeugwart Caspar von Khranathofen verkauft, während der eigentliche Hof 1654 an Euphrosine Scheulastika Freiin von Wilfersdorf ging. Sie war eine Schwester des Johann Gabriel Freiherr von Maschwander. Zu dem Hof gehörte zu jener Zeit auch der sogenannte Kienbergerhof.
1658 ging der Rindschadhof an Johann Andree Purckstaller. Johanns Erben verkauften den Besitz an den Rentamtadjutanten Johann Ernst von Ortenhofen. Der Vormund seiner Kinder verkaufte den „Freyhof Ortenhofen“ am 27. Februar 1685 an Maria Regina Herrin von Gera. Es folgten einige Besitzerwechsel, ehe Caroline Freiin von Schwitzen im Jahr 1782 den Freihof erwarb und ihn wieder mit der ehemaligen Rindschadschen Gült verband. Im Jahr 1800 scheint Josef Stahel und 1803 Franz Josef Wagner als Besitzer auf. 1806 wurde der Hof gerichtlich versteigert und von Franz Anton Wisiak erworben. Vom 30. April bis zum 30. Dezember 1811 gehörte der Hof Louis Bonaparte, einem Bruder von Napoleon Bonaparte der in Österreich auch als Ludwig Graf von St. Leu bekannt ist, ehe er ihn an Wisiak zurückgab. Nach 1854 wurde der Hof zu einer Villa umgebaut. Es folgten weitere Eigentümer nach ehe das Anwesen im Jahr 1900 an den Paulusverein kam. 1939 kam es in den Besitz der NS-Wohlfahrt und wurde nach 1945 Staatseigentum. Am 5. April 1957 wurde der Hof der Caritas Österreich übergeben.

## Beschreibung
Der ursprüngliche Hof wurde in den Jahren nach 1851 zu einer Villa umgebaut. In den Kellerräumen des heutigen Gebäudes findet man noch Reste des alten Mauerwerkes.